# 永瀬江美弥
永瀬 江美弥（ながせ えみや、1974年12月31日 - ）は、日本の女性声優。以前はTABプロダクション、トリトリオフィスに所属していた。主にアダルトゲームに声をあてている。
過去に永瀬 いくみ名義で活動していた。

## 出演
太字は主役・メインキャラクター。

### アダルトゲーム
- IZUMO（2001年、倉島渚）
- V.G.II（八島聡美）
- 下級生（1997年、新藤麗子）※セガサターン版
- 幻夢館 〜愛欲と凌辱の淫罪〜（2002年、渡瀬望）
- ぎゃくたま（2002年、水瀬菜月）
- 椿色のプリジオーネ（2001年、野際琴美）
- 帝都のユリ（野中百合、小椋花香、高嶺沢理保）
- Natural2 -DUO-（2000年、鳥海空）
- Natural Zero+ -はじまりと終わりの場所で-（2000年、鳥海空）
- ハートに火をつけて…（松田涼子）
- Tremolo（2000年、白川瑞樹）
- flutter of birds 〜鳥達の羽ばたき〜（2001年、神楽琴羽）
- flutter of birds II 〜天使たちの翼〜（2002年、榧場かずら）
- 真夏の夜の夢（朱夢）
- モエかん（2003年、鈴希）
- ぎゃくたま2（2005年、水瀬七海）

### 一般向ゲーム
- あすか120%リミテッド BURNING Fest.（1997年、女生徒B）
- 惑星攻機隊りとるキャッツ（1997年）
- 初恋ばれんたいん （1997年、島津絵里）
- 初恋ばれんたいんSPECIAL （1998年、島津絵里）
- 放課後恋愛クラブ -恋のエチュード-（1998年、遊佐倫子）※セガサターン版
- パンドラMAXシリーズVOL.4 Catch! 〜気持ちセンセーション〜（2000年、岩清水ひなた）
- ミス・ムーンライト（2001年、なつき）
- 秘密 〜唯がいた夏〜（2001年、白川瑞樹）
- モエかん（2003年、鈴希）※DC版
  - モエかん〜萌えっ娘島へようこそ〜（2004年、鈴希）
- Natural2 -DUO- 〜桜色の季節〜（2005年、鳥海空）
- Fate/hollow ataraxia
- ファーランドシンフォニー（ヴァニティ）

### アダルトアニメ
- YU-NO（女官）

### その他
- 忙しい人のための幻想郷シリーズ（ルーミア、上海人形、メルラン・プリズムリバー、八意永琳、鍵山雛）

## CD
- FUNNY PINK Live Voice Series Vol.1 高冬 由衣 -アイタイ アナタ-
- FUNNY PINK Live Voice Series 1-EX 由衣のクリスマスナイトストーリー

## ディスコグラフィ

### 歌手参加楽曲
| 発売日         | 商品名                                  | 歌                                         | 楽曲                 | 備考                         |
| -------------- | --------------------------------------- | ------------------------------------------ | -------------------- | ---------------------------- |
| 2003年12月28日 | DISCOVERY Song Collection Special vol.1 | 彩世ゆう、永瀬江美弥、初音みる、小坂あきら | 「乙女のヤ・ボ・ウ」 | PCゲーム『ぎゃくたま』主題歌 |